# Foot Ball Club Spezia 1906 1981-1982
Questa pagina raccoglie le informazioni riguardanti il Foot Ball Club Spezia 1906 nelle competizioni ufficiali della stagione 1981-1982.

## Stagione
L'11 settembre 1981 Maurizio Fusani viene eletto amministratore unico della società bianconera trasformata in società per azioni.
Sulle maglie dello Spezia compare il primo sponsor: Ezio System.
 
Il presidente vuole e ottiene Moreno Roggi nelle vesti di diesse e conferma nel ruolo di allenatore Enzo Robotti. 
Dopo la retrocessione gli aquilotti si presentano con una squadra rinnovata e con l'obiettivo di risalire in Serie C1, ma, strada facendo, Carrarese, Pro Patria ed il Novara si rivelano avversarie insormontabili. 
Quando mancano solo due giornate al termine del torneo, a giochi ormai fatti, viene esonerato Enzo Robotti che viene sostituito dall'allenatore in seconda Osvaldo Motto. 
Con 33 punti lo Spezia si piazza al nono posto, ben lontano dal primato.

Sergio Di Prospero con 11 reti è il miglior marcatore spezzino, molto bravo anche William Barducci con 9 centri.
Nella Coppa Italia di Serie C lo Spezia, il girone 13 di qualificazione, che la vede classificata al terzo posto.

## Risultati

### Serie C2

#### Girone di andata
| Omegna 20 settembre 1981 1ª giornata | Omegna            | 0 – 0 | Spezia | Stadio della Liberazione\| Arbitro: \| Dal Forno (Ivrea) \| |
| Arbitro:                             | Dal Forno (Ivrea) |       |        |                                                             |

| Arbitro: | Barbarici (Cagliari) |

|                                      |           |  |
| Tenzi 1’ (aut.) Biloni 15’ Fazio 44’ | Marcatori |  |

| Arbitro: | Dal Forno (Ivrea) |

|  |           |                              |
|  | Marcatori | 85’ Paolillo 87’ Di Prospero |

| Arbitro: | Falsetti (Roma) |

|              |           |  |
| Visentin 65’ | Marcatori |  |

| Arbitro: | Scalise (Bologna) |

|  |           |              |
|  | Marcatori | 14’ Paolillo |

| Lodi 25 ottobre 1981 6ª giornata | Fanfulla      | 0 – 0 | Spezia | Stadio Dossenina\| Arbitro: \| Betti (Siena) \| |
| Arbitro:                         | Betti (Siena) |       |        |                                                 |

| Arbitro: | Ramacci (Latina) |

|                                              |           |                                                 |
| Barducci 22’ (rig.), 70’ (rig.) Visentin 79’ | Marcatori | 48’ Negri 56’ (aut.) Bertacchini 71’ Sangiorgio |

| Arbitro: | Fabricatore (Roma) |

|                                   |           |                                                                |
| De Lorentis 53’ (rig.) Baldan 73’ | Marcatori | 74’ Visentin 85’ Di Prospero 88’ Becattini 89’ (rig.) Barducci |

| Arbitro: | Schiavon (Padova) |

|                 |           |                           |
| Di Prospero 56’ | Marcatori | 63’ Bracchi 77’ Bianchini |

| Arbitro: | Marchese (Napoli) |

|                                    |           |  |
| Sessi 60’ Bertani 81’ Garofano 85’ | Marcatori |  |

| Arbitro: | Amendolia (Messina) |

|              |           |                         |
| Barducci 73’ | Marcatori | 36’ Sannino 66’ Colloca |

| Arbitro: | De Santis (Treviso) |

|             |           |              |
| Galasso 85’ | Marcatori | 65’ Barducci |

| Arbitro: | Pegno (Ercolano) |

|  |           |          |
|  | Marcatori | 74’ Rota |

| Arbitro: | Caprini (Perugia) |

|             |           |  |
| Maruzzo 56’ | Marcatori |  |

| Arbitro: | Cesca (Latisana) |

|              |           |  |
| Paolillo 50’ | Marcatori |  |

| Arbitro: | Barbarici (Cagliari) |

|               |           |                      |
| Brambilla 85’ | Marcatori | 27’, 37’ Di Prospero |

| Arbitro: | Padovan (Gorizia) |

|                         |           |  |
| Barducci 56’ (89), rig’ | Marcatori |  |

#### Girone di ritorno
| Arbitro: | Felicani (Bologna) |

|                 |           |              |
| Bertacchini 78’ | Marcatori | 49’ Di Fraia |

| Arbitro: | Tagliapietra (Vicenza) |

|                |           |                              |
| Gramignoli 88’ | Marcatori | 75’ Di Prospero 79’ Visentin |

| Arbitro: | Busceti (Reggio Calabria) |

|                 |           |  |
| Bertacchini 68’ | Marcatori |  |

| Arbitro: | De Santis (Treviso) |

|           |           |  |
| Zerbio 5’ | Marcatori |  |

| Arbitro: | Forese (Potenza) |

|                                                      |           |  |
| Barducci 6’, 46’ (rig.) Di Prospero 29’ Paolillo 51’ | Marcatori |  |

| Arbitro: | Scalise (Bologna) |

|                 |           |               |
| Di Prospero 69’ | Marcatori | 42’ De Nunzio |

| Arbitro: | Castronovo (Palermo) |

|                  |           |                 |
| Pozzi 74’ (rig.) | Marcatori | 16’ Di Prospero |

| Arbitro: | Baldas (Trieste) |

|             |           |  |
| Visentin 2’ | Marcatori |  |

| Arbitro: | Gabbrielli (Prato) |

|               |           |  |
| Del Rosso 78’ | Marcatori |  |

| Arbitro: | Baldacci (Torino) |

|              |           |             |
| Paolillo 31’ | Marcatori | 24’ Bertani |

| Arbitro: | Perdonò (Foggia) |

|                                |           |              |
| Fazio 41’ (aut.) Lucchetti 74’ | Marcatori | 80’ Visentin |

| Arbitro: | Zambelli (Brescia) |

|  |           |            |
|  | Marcatori | 85’ Turini |

| Arbitro: | Lamberti (Barletta) |

|                                                   |           |                 |
| Confalonieri 10’ Corti 13’ Bertacchini 33’ (aut.) | Marcatori | 39’ Di Prospero |

| Arbitro: | Falsetti (Roma) |

|                        |           |                       |
| Scandroglio 90’ (aut.) | Marcatori | 7’ Frara 60’ Bardelli |

| Arbitro: | Cornieti (Forlì) |

|               |           |  |
| Antonelli 71’ | Marcatori |  |

| La Spezia 23 maggio 1982 33ª giornata | Spezia       | 0 – 0 | Derthona | Stadio Alberto Picco\| Arbitro: \| Cassi (Pisa) \| |
| Arbitro:                              | Cassi (Pisa) |       |          |                                                    |

| Arbitro: | Fabricatore (Roma) |

|                       |           |                 |
| Manenti 49’ Bolis 55’ | Marcatori | 29’ Di Prospero |

### Coppa Italia Serie C

#### Fase a gironi
| Arbitro: | Bruschini (Firenze) |

|  |           |             |
|  | Marcatori | 59’ Toscani |

| Arbitro: | Bin (Torino) |

|                 |           |  |
| Bertacchini 59’ | Marcatori |  |

| 30 agosto 3ª giornata |  | – Riposo |  |  |

| Arbitro: | Gava (Conegliano) |

|                            |           |  |
| Allievi 50’ D'Agostino 60’ | Marcatori |  |

| Arbitro: | Lussana (Bergamo) |

|                           |           |  |
| Scarpa 14’ Vernacchia 51’ | Marcatori |  |

| 13 settembre 1981 6ª giornata |  | – Riposo |  |  |